# Географія Кюрасао
Кюрасао — північноамериканська країна, розташована в групі Підвітряних островів Малих Антильських островів Карибського регіону . Загальна площа країни 444 км² (200-те місце у світі), з яких на суходіл припадає 444 км², а на поверхню внутрішніх вод — 0 км². Площа країни вдвічі менша за площу міста Києва. 

## Назва
Офіційна назва — Кюрасао (нід. Land Curacao, Curacao; пап'ям. Pais Korsou, Korsou). Назва країни не має достеменного пояснення. Острів був відкритий 1499 року іспанською експедицією Алонсо де Охеда і Амеріго Веспуччі був виявлений острів, заселений рослими індіанцями, який отримав назву Острів Гігантів (ісп. Isla de los Gigantes). Тоді ж на цьому острові було залишено кілька безнадійно хворих цингою матросів, але через кілька років їх виявили несподівано здоровими. Матроси вилікувались від хвороби, вживаючи фрукти багаті на вітамін С. На згадку про цю подію острів стали називати Кюрасао, тобто Острів Зцілення, від ісп. Curacion — одужання із заміною суффікса ісп. -cion на порт. -сао. За іншою версією, назва походить від ісп. coração — серце, оскільки на острові був центр торгівлі. Від іспанських торговців назву перейняли голландці. Інші дослідники виводять топонім від назви корінних народів, які у ранніх іспанських записах згадувались як індіанці-кюрасао (ісп. Curaçaos). До 2010 року територія входила до складу Нідерландських Антильських островів.

## Географічне положення
Кюрасао — північноамериканська острівна країна, що не має сухопутного державного кордону і лежить поблизу північних берегів Південної Америки. Кюрасао з усіх боків омивається водами Карибського моря Атлантичного океану. Загальна довжина морського узбережжя 364 км.

Морські кордони країн Карибського регіону

Згідно з Конвенцією Організації Об'єднаних Націй з морського права (UNCLOS) 1982 року, протяжність територіальних вод країни встановлено в 12 морських миль (22,2 км). Виключна рибальська зона встановлена на відстань 12 морських миль (22,2 км).

### Час
Час у Кюрасао: UTC-4 (-6 годин різниці часу з Києвом).

## Геологія

### Корисні копалини
Надра Кюрасао багаті на ряд корисних копалин: кальцит фосфати.

## Рельєф
Середні висоти — дані відсутні; найнижча точка — рівень вод Карибського моря (0 м); найвища точка — гора Хрістоффель (372 м).

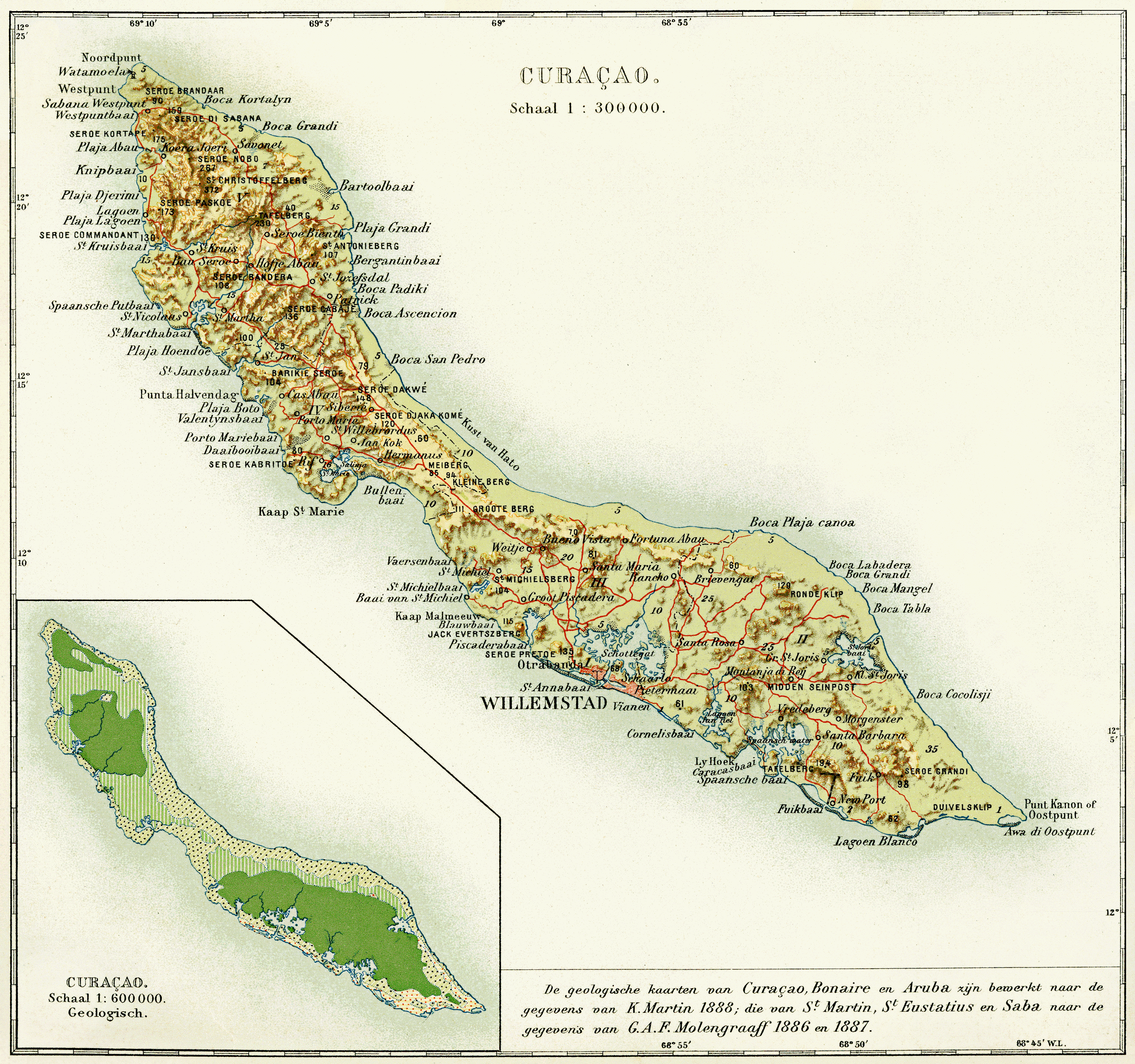
Рельєф Кюрасао
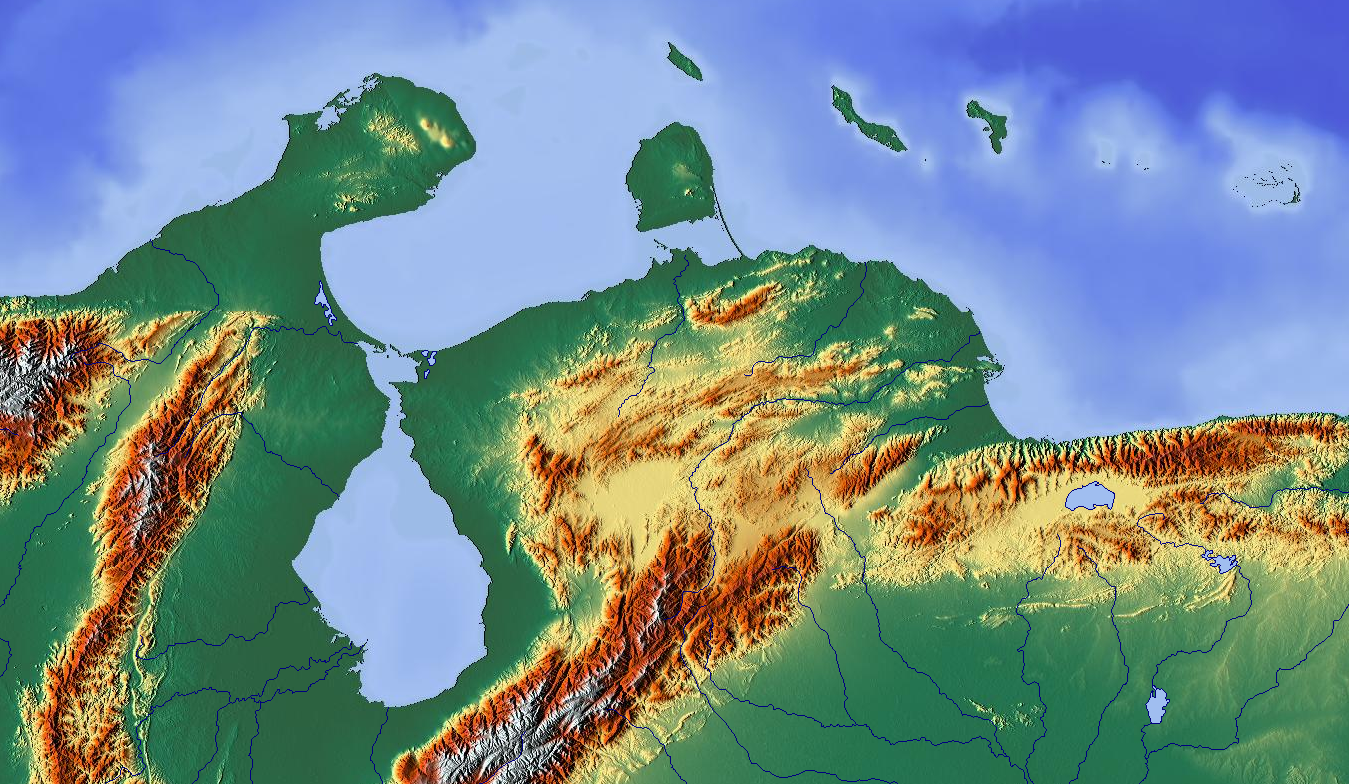
Рельєф Підвітряних островів
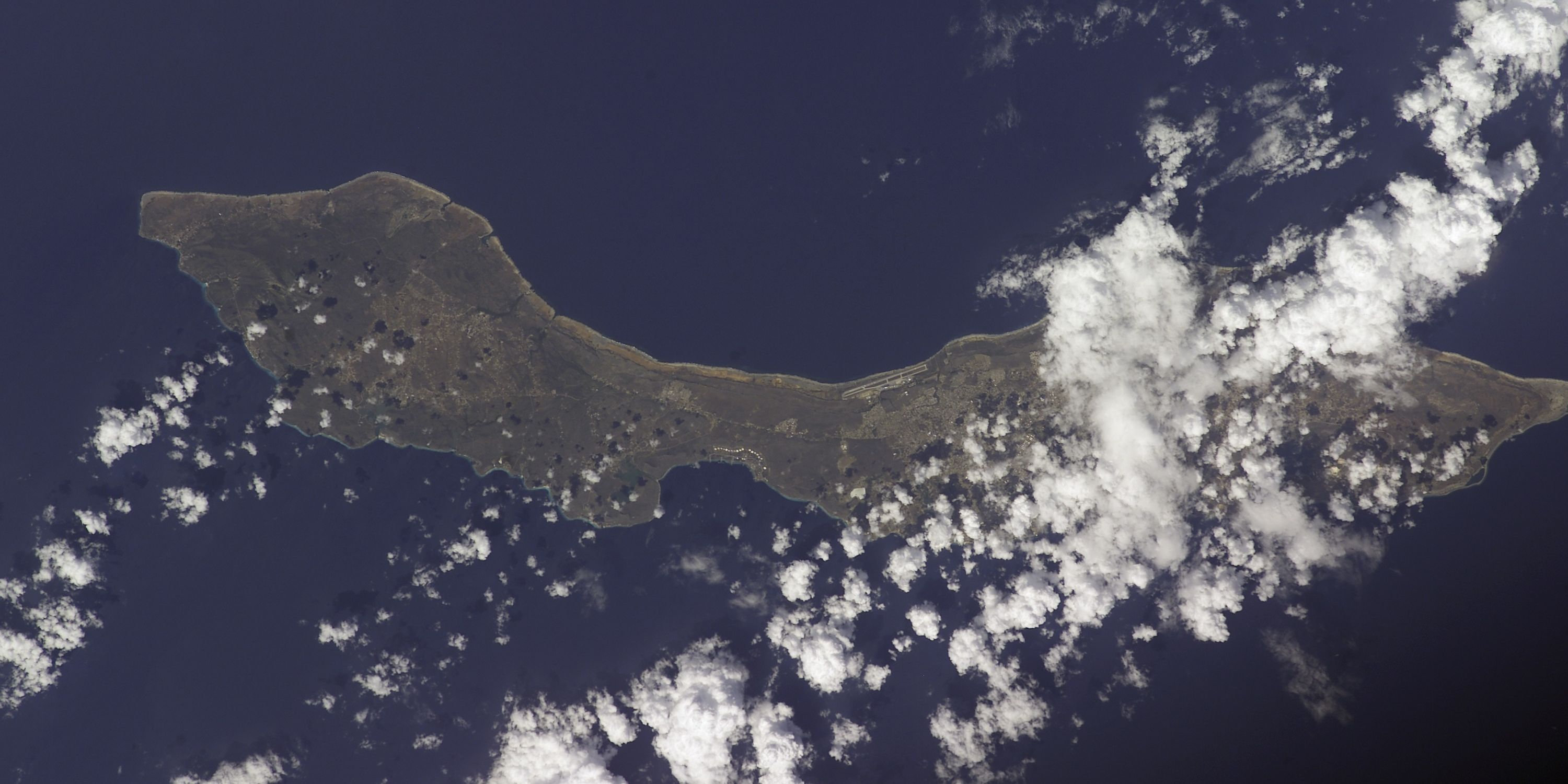
Супутниковий знімок поверхні країни
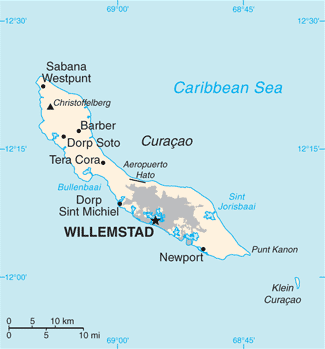
Карта країни (англ.)
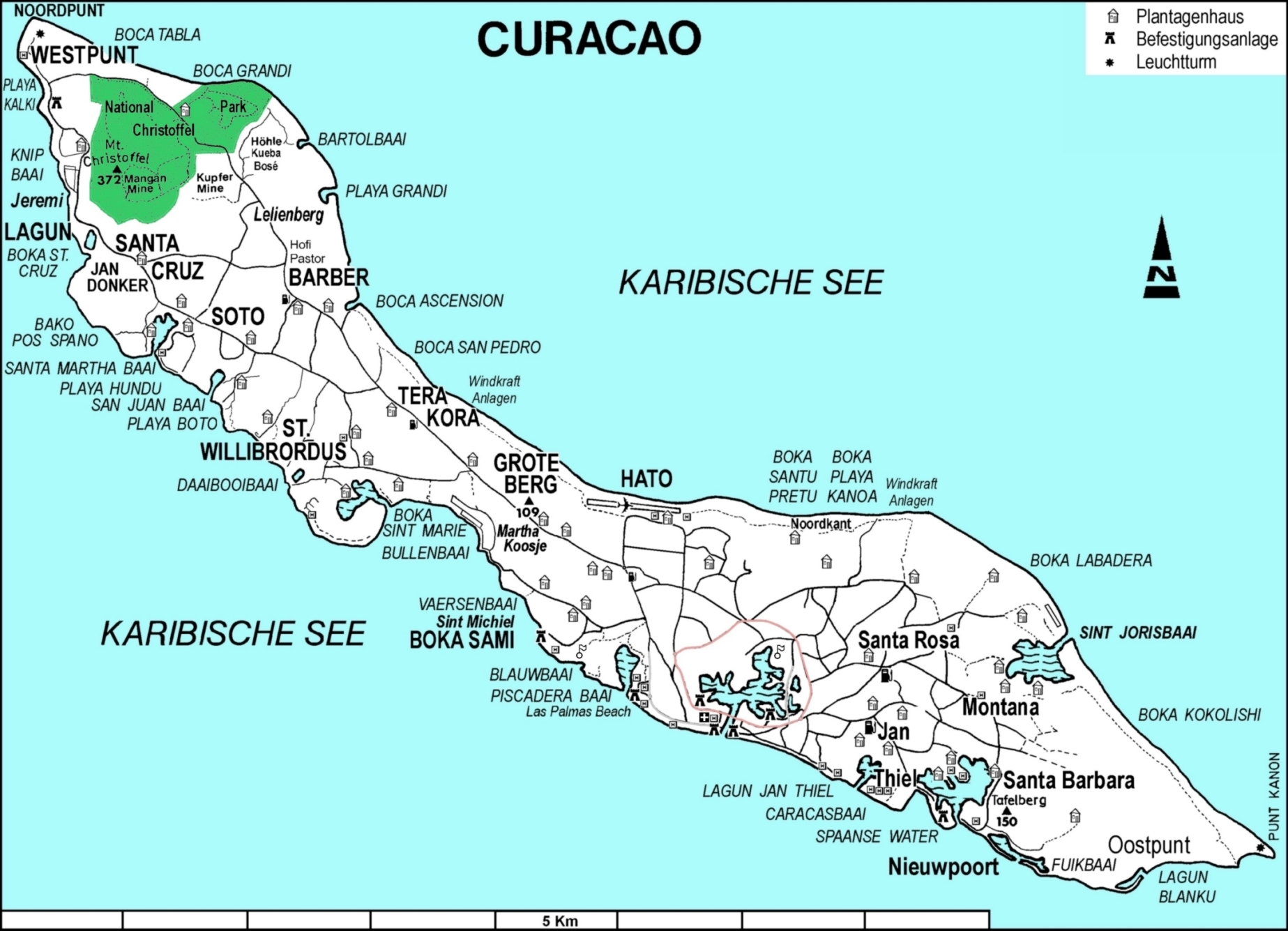
Карта країни (нім.)

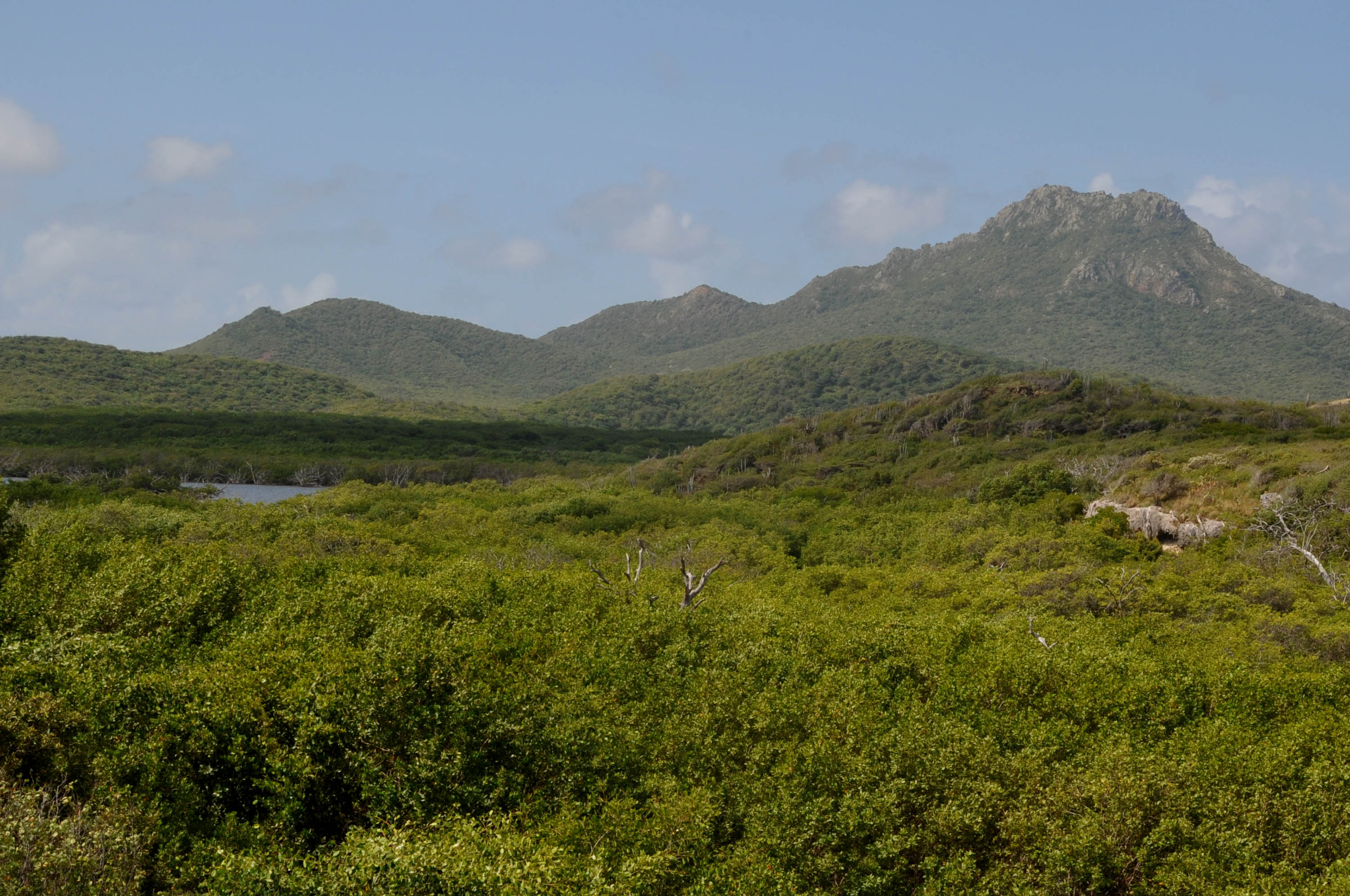
Гора Хрістоффель
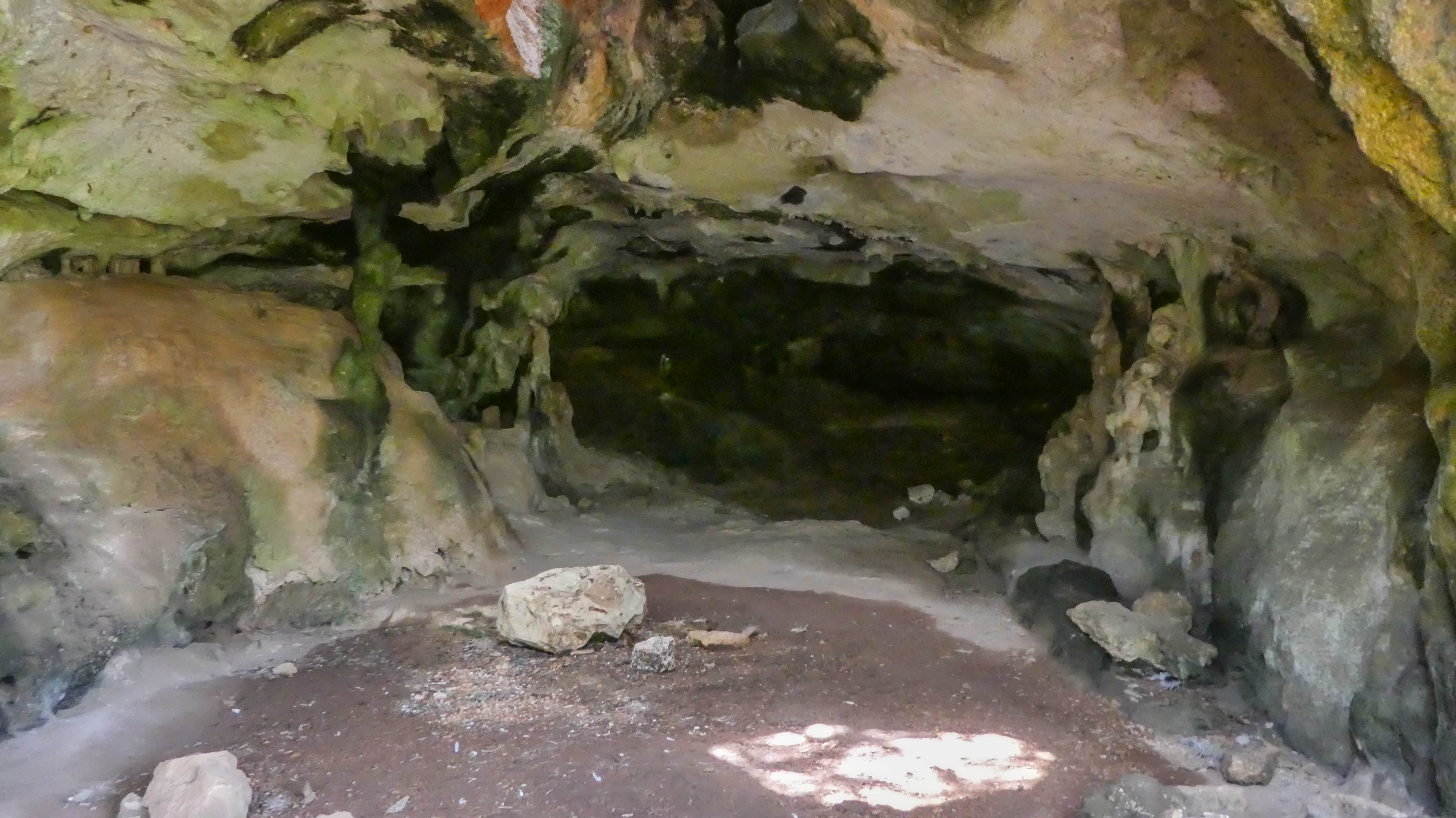
Печера у парку Хрістоффель
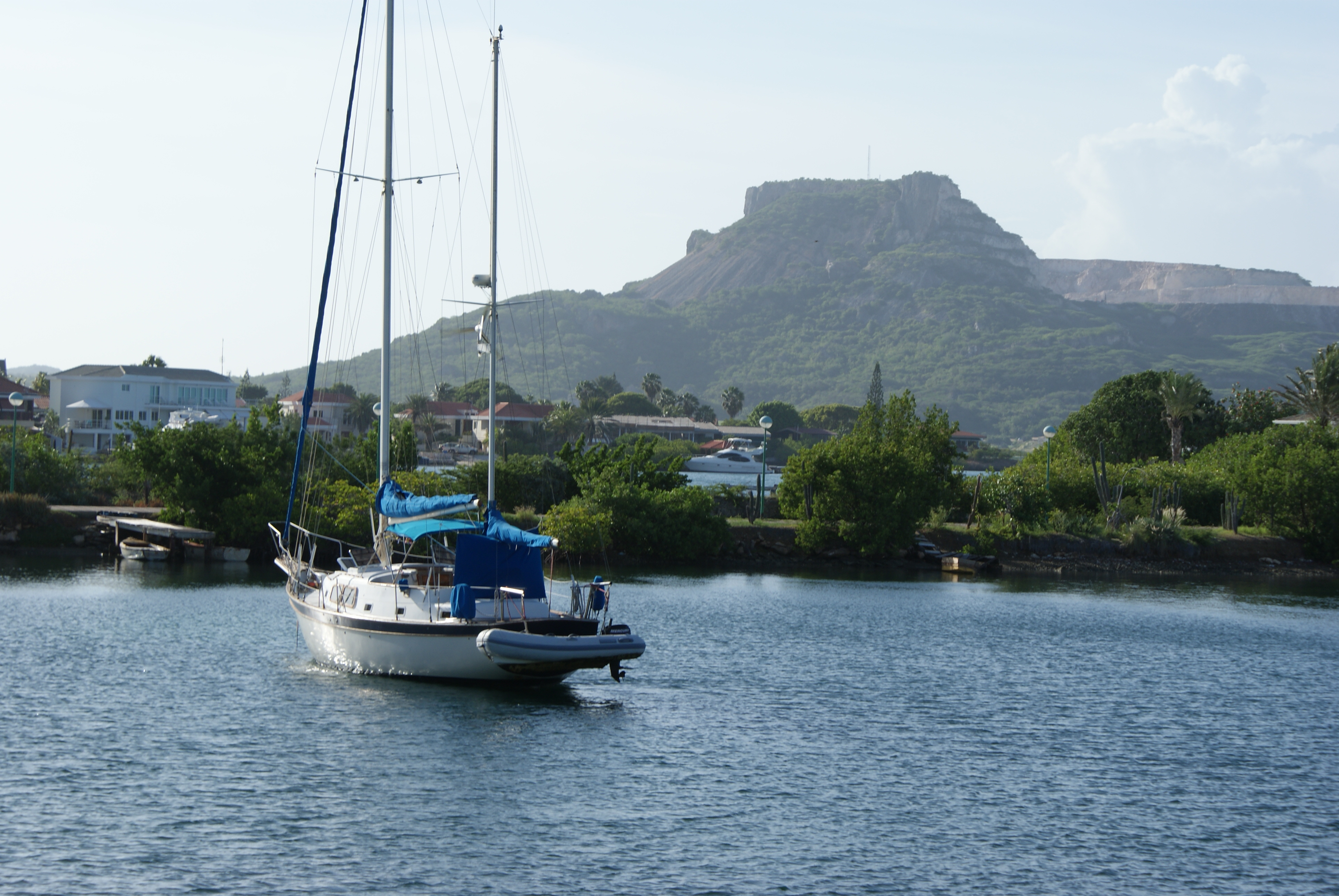
Тафельберг
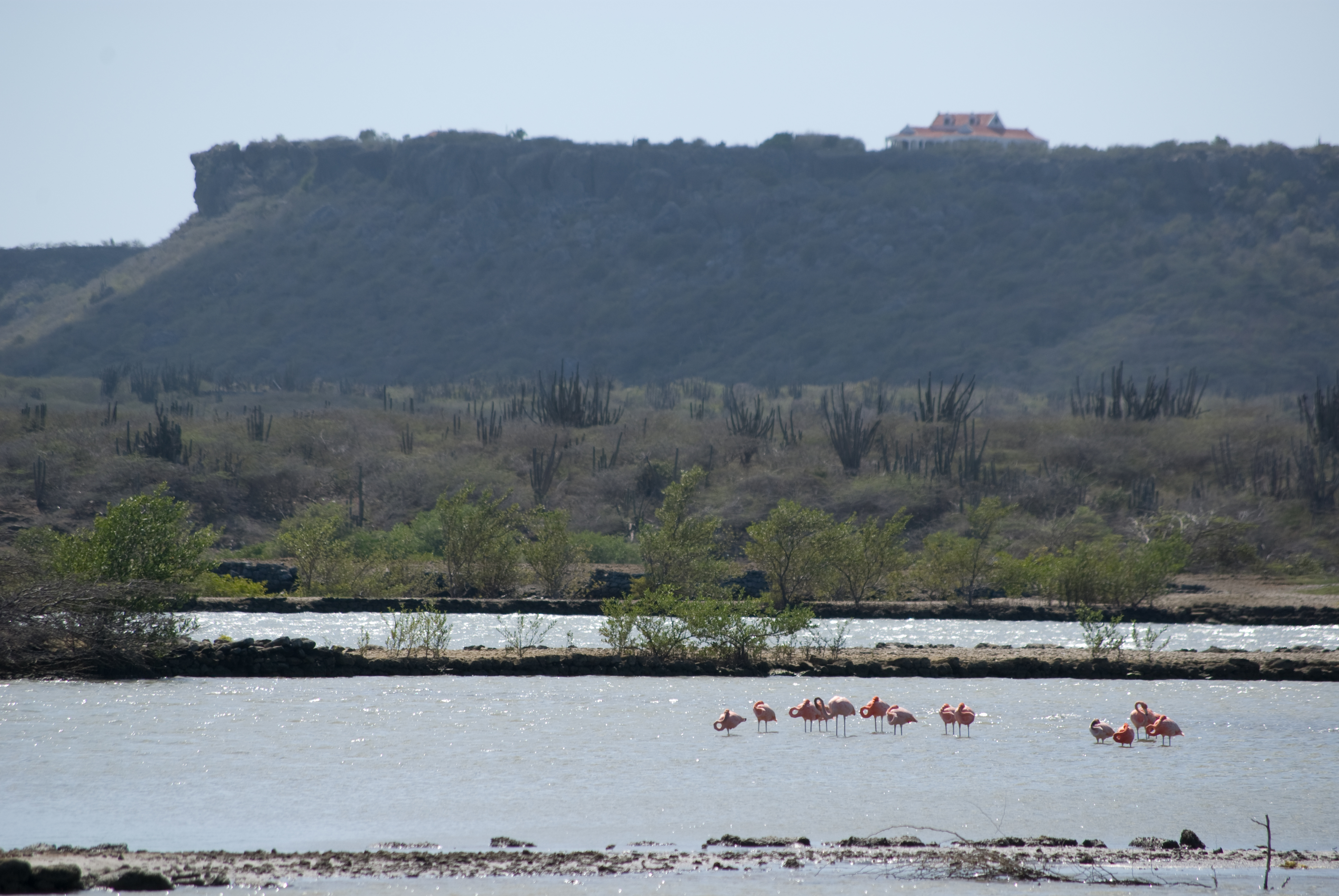
Столові гори острова
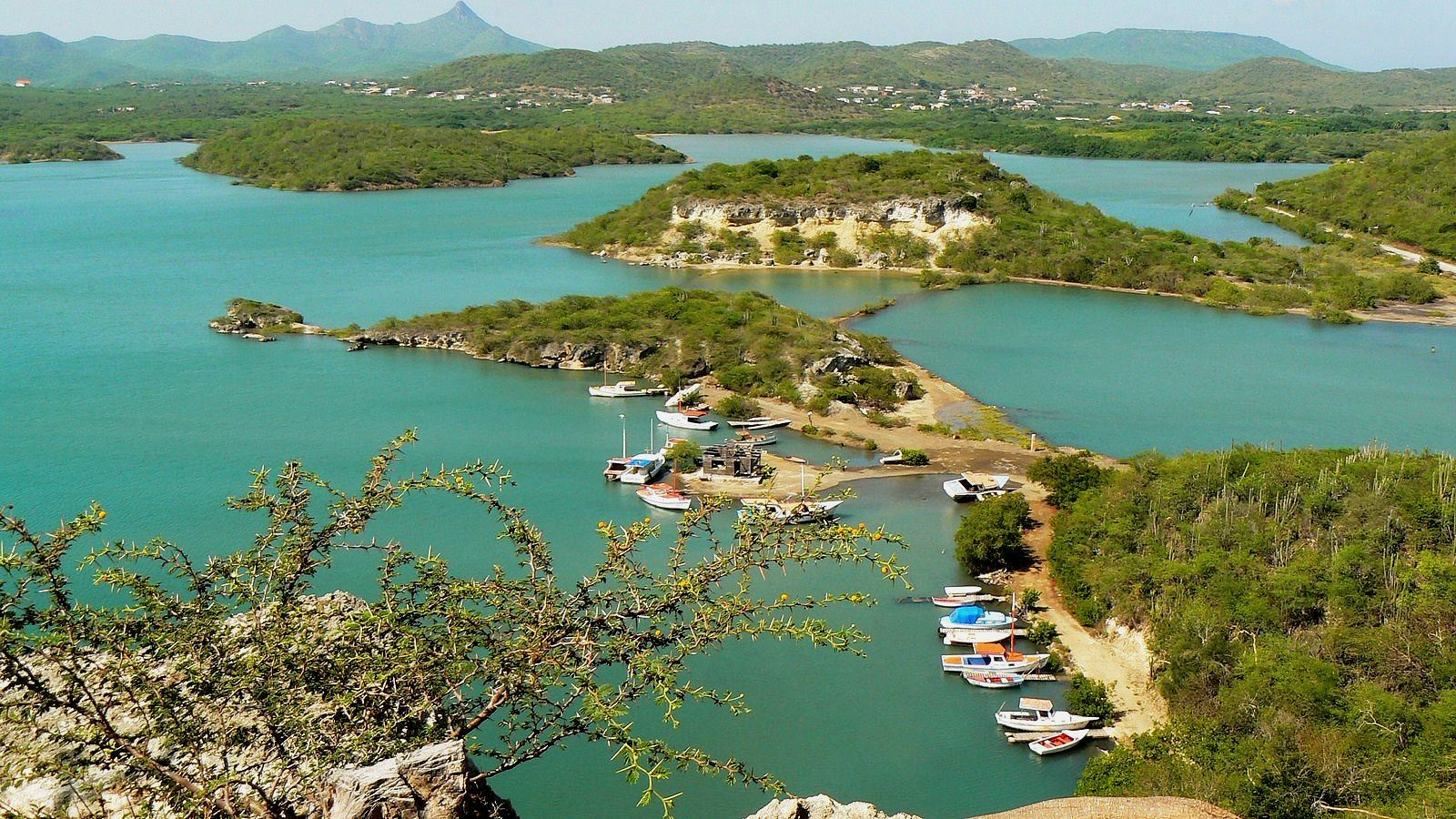
Південь острова

### Узбережжя

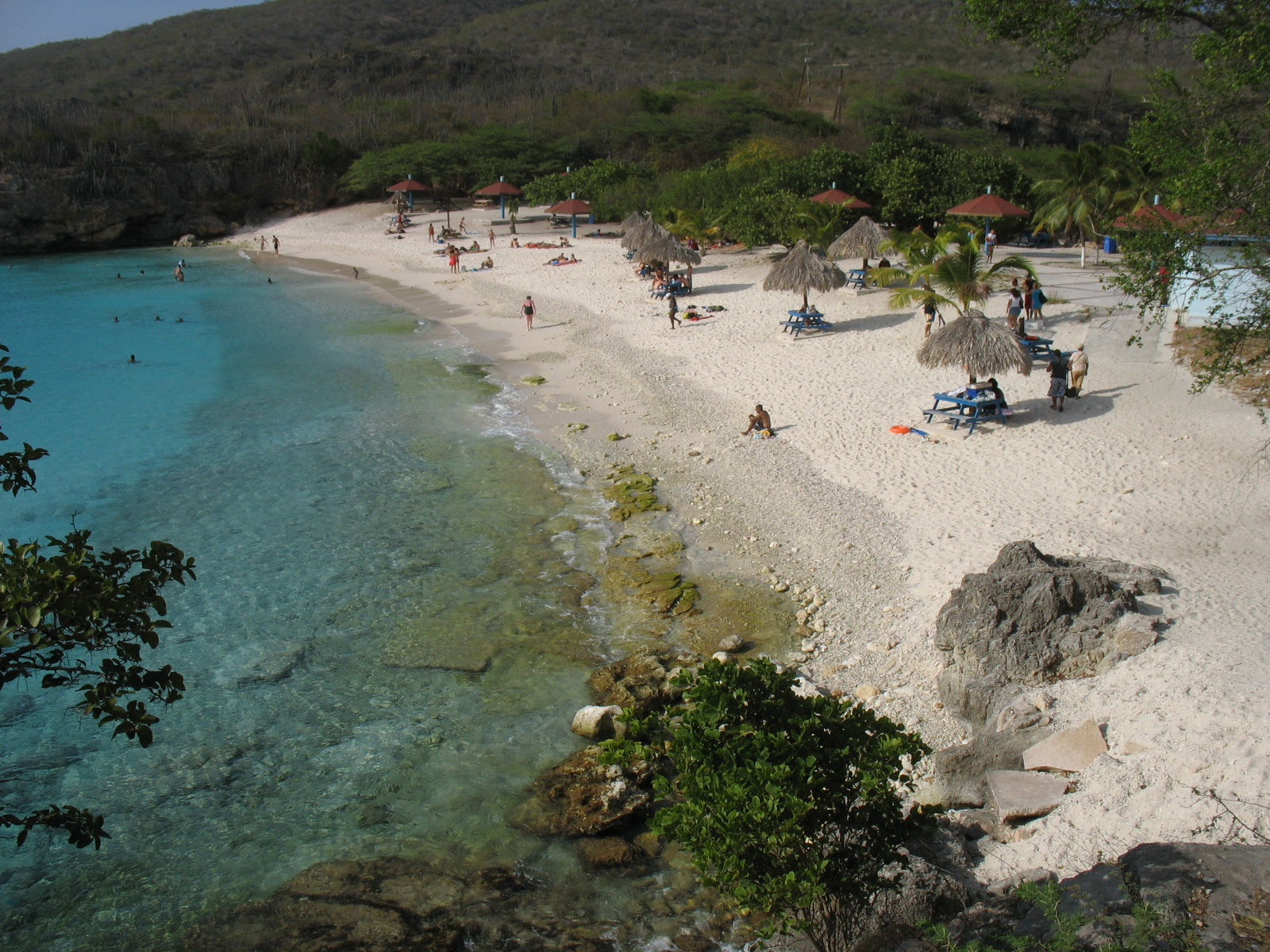
Пляж у Грот-Кніп
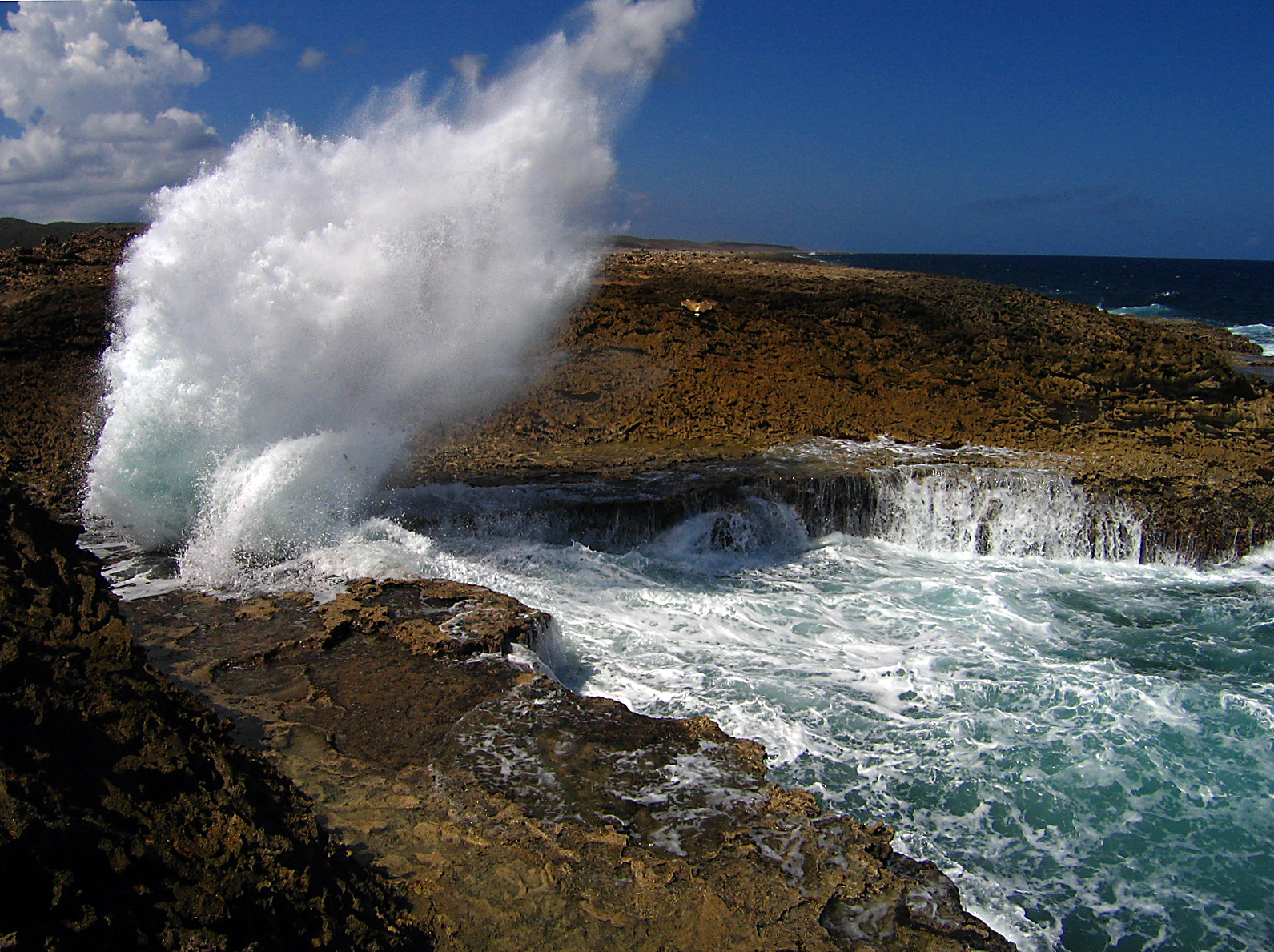
Прибійні фонтани Бока-Пістоль
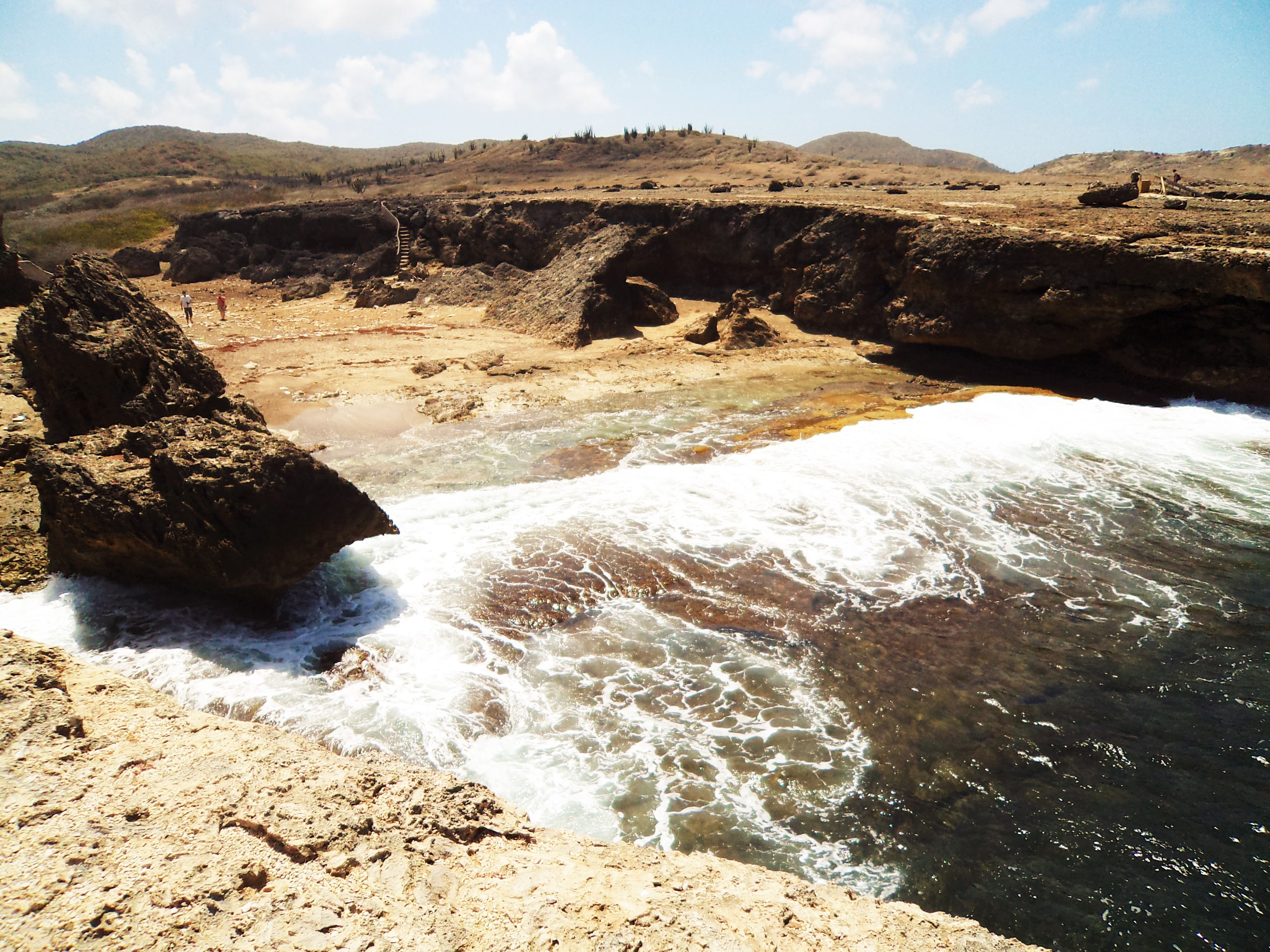
border
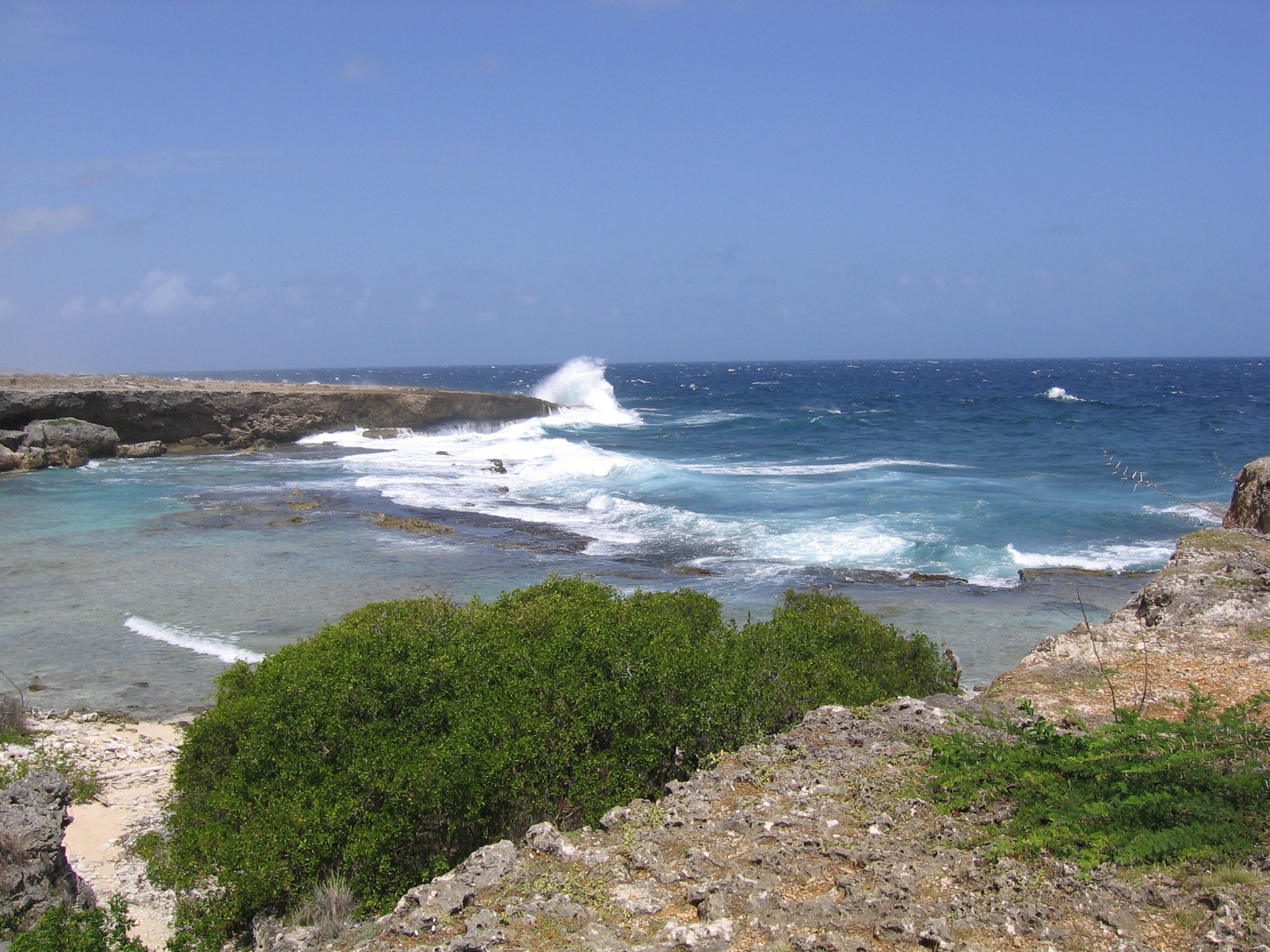
border
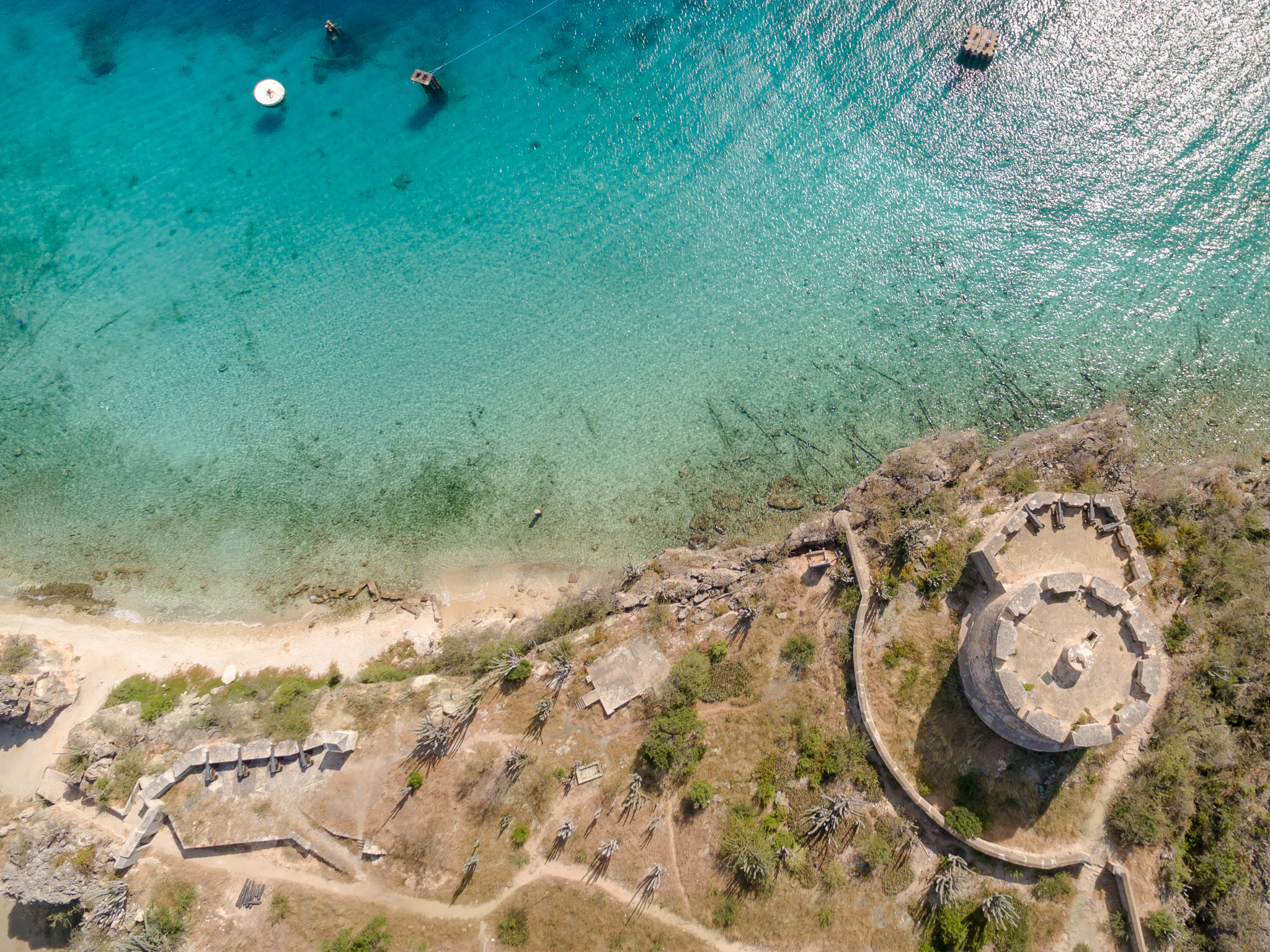
Узбережжя поблизу форту Бікенбург

## Клімат
Територія Кюрасаолежить у тропічному кліматичному поясі. Увесь рік панують тропічні повітряні маси. Сезонний хід температури повітря чітко відстежується. Переважають східні пасатні вітри, достатнє зволоження (на підвітряних схилах відчувається значний дефіцит вологи). У теплий сезон з морів та океанів часто надходять тропічні циклони.

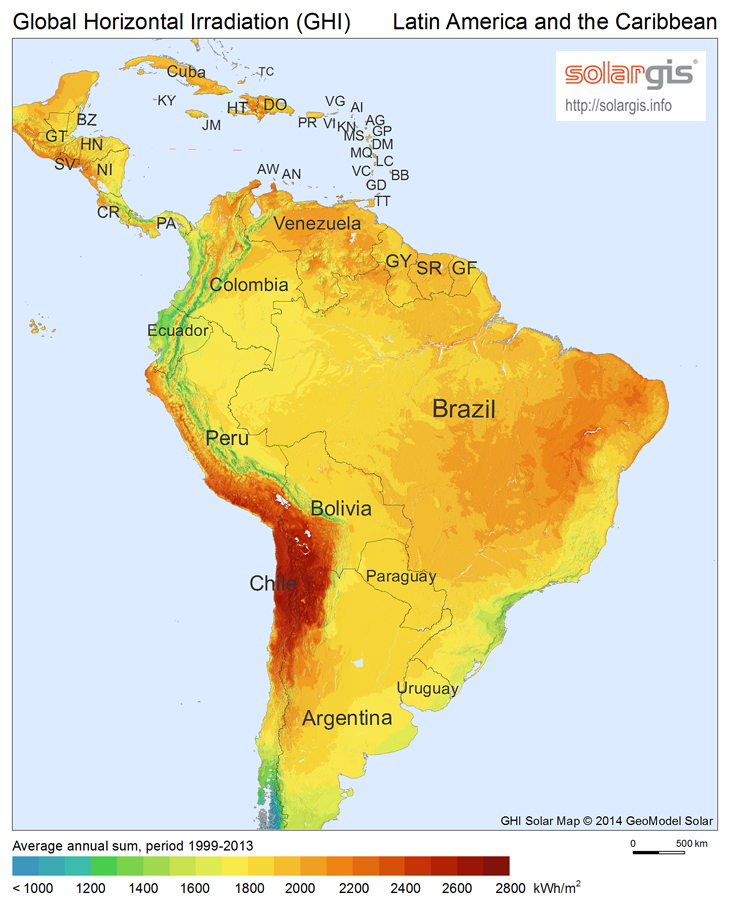
Сонячна радіація (англ.)
Кліматична карта Антильських островів за Кеппеном

Кюрасао не є самостійним членом Всесвітньої метеорологічної організації (WMO), інтереси країни в організації представляють Нідерланди.

## Внутрішні води
Дані про запаси відновлюваних водних ресурсів (ґрунтові і поверхневі прісні води) відсутні. Дані про площу зрошуваних земель в країні, станом на 2012 рік, відсутні.

Гідрографічна мережа КюрасаоГідрографічна мережа Кюрасао
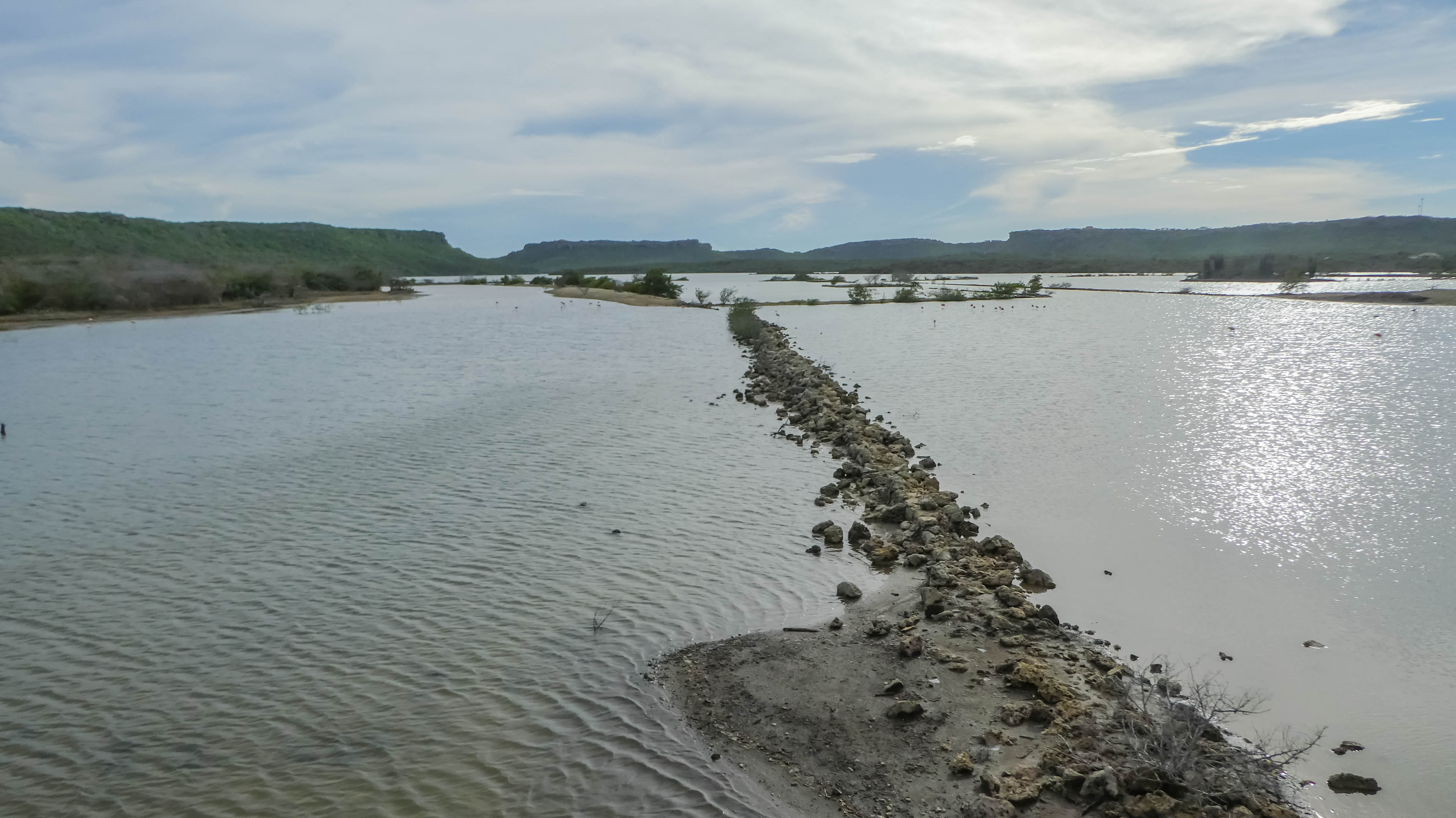
Загати для випаровування морської солі

## Ґрунти

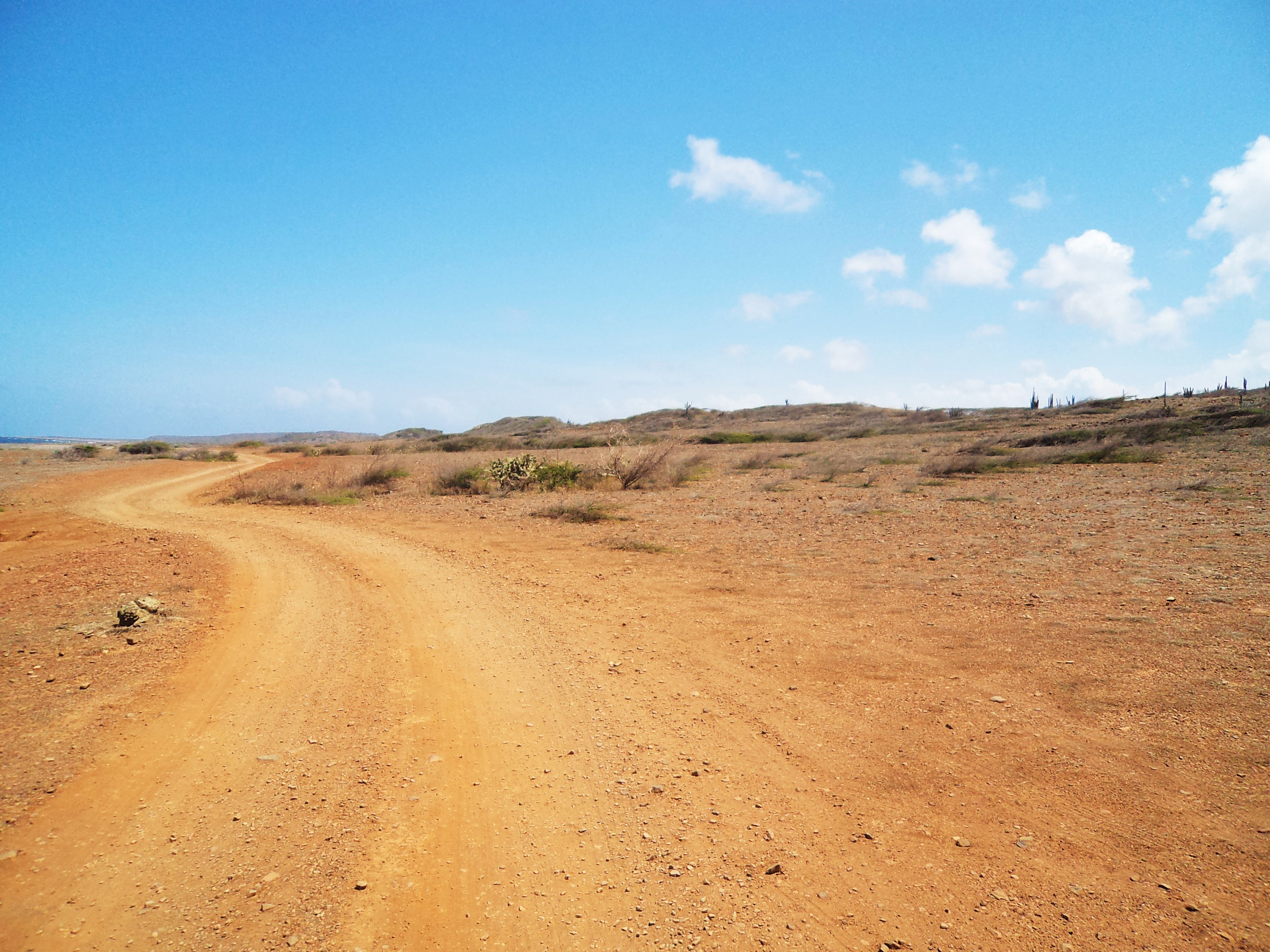
Жовтоземи острова
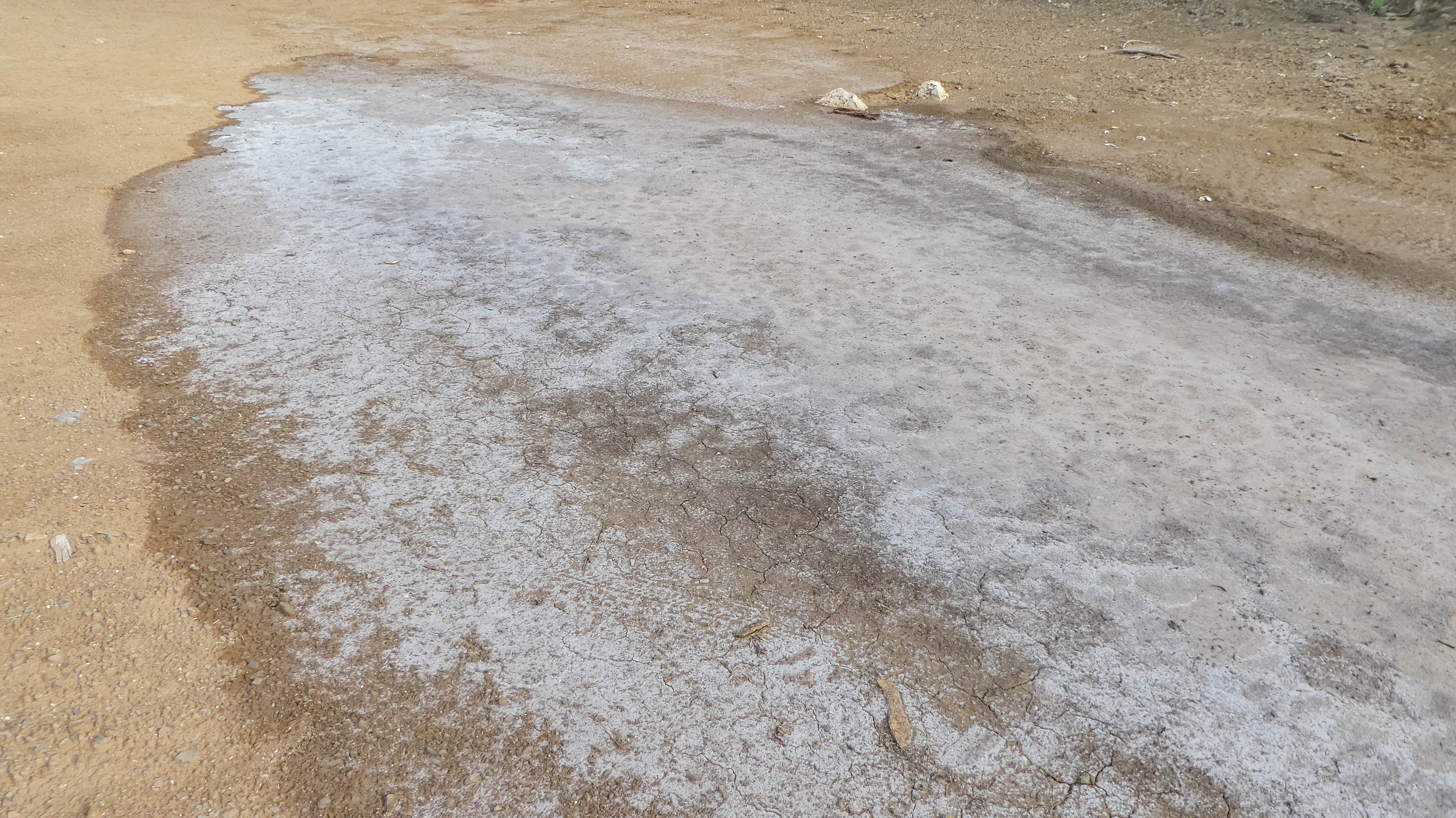
Соляна кірка

## Рослинність
Рослинність острова бідна, переважно ксерофітний скреб із кущів і низьких дерев.

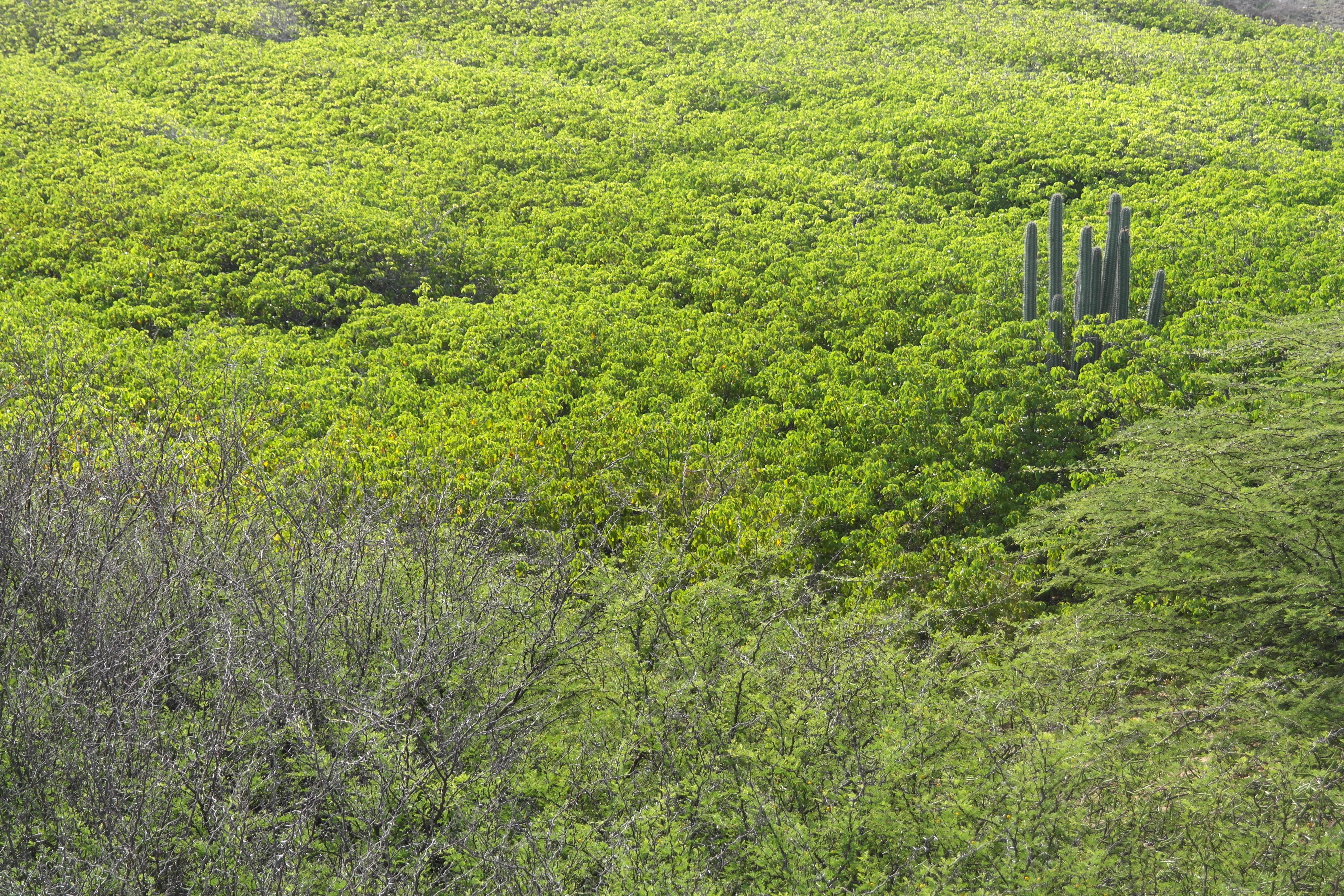
Ліс Манзанілла
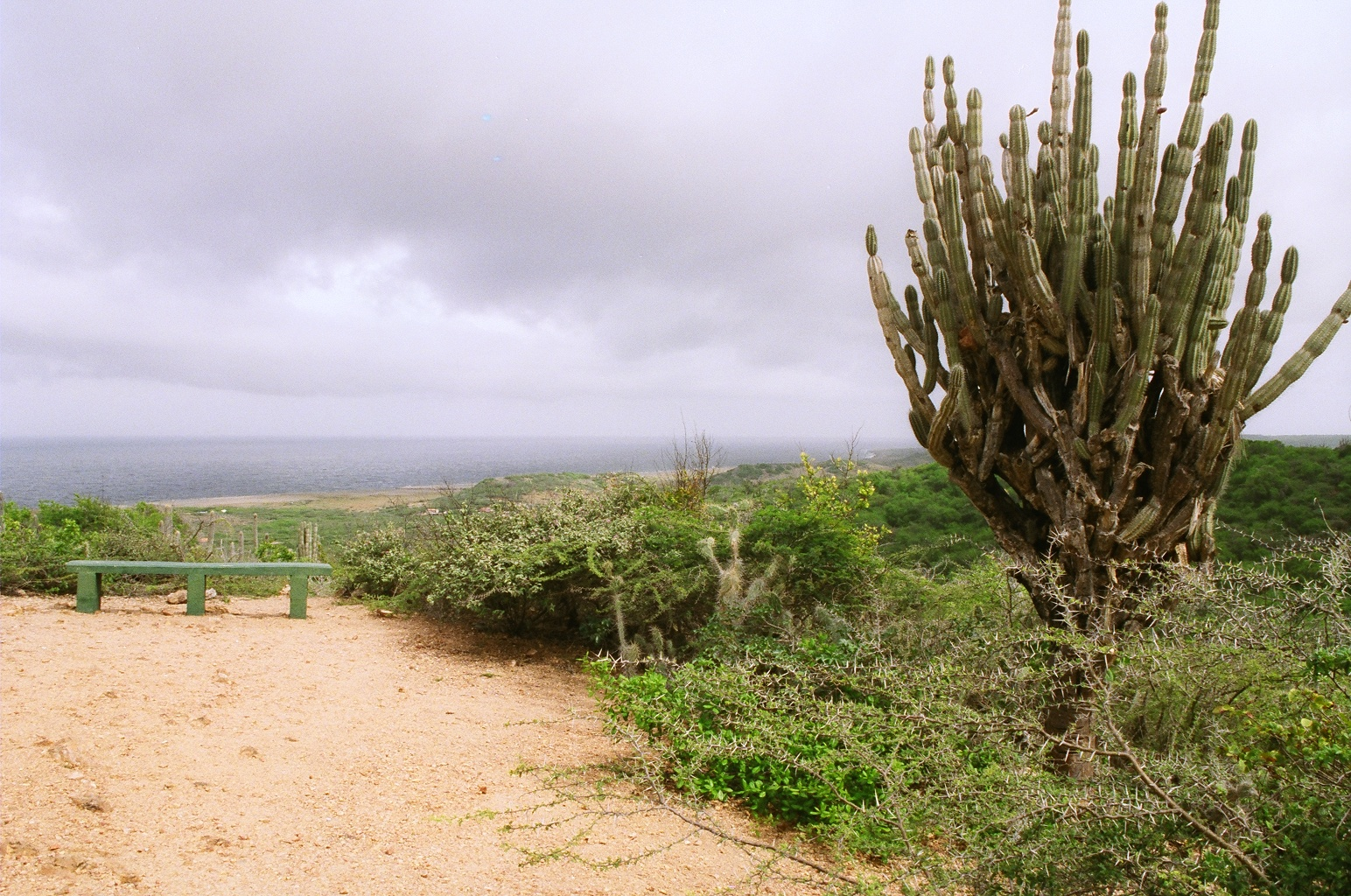
Ксерофітна рослинність острова
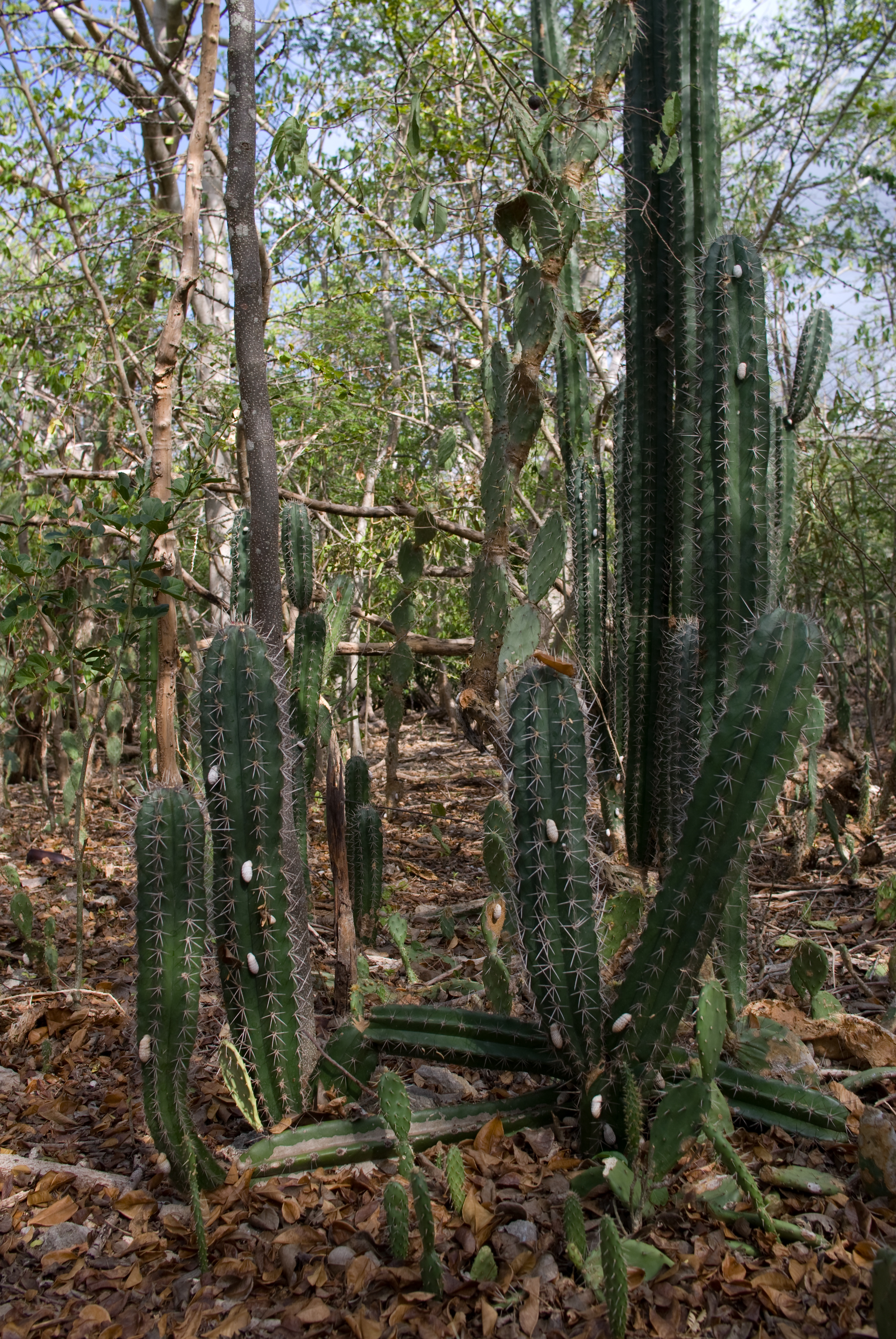
Кактуси
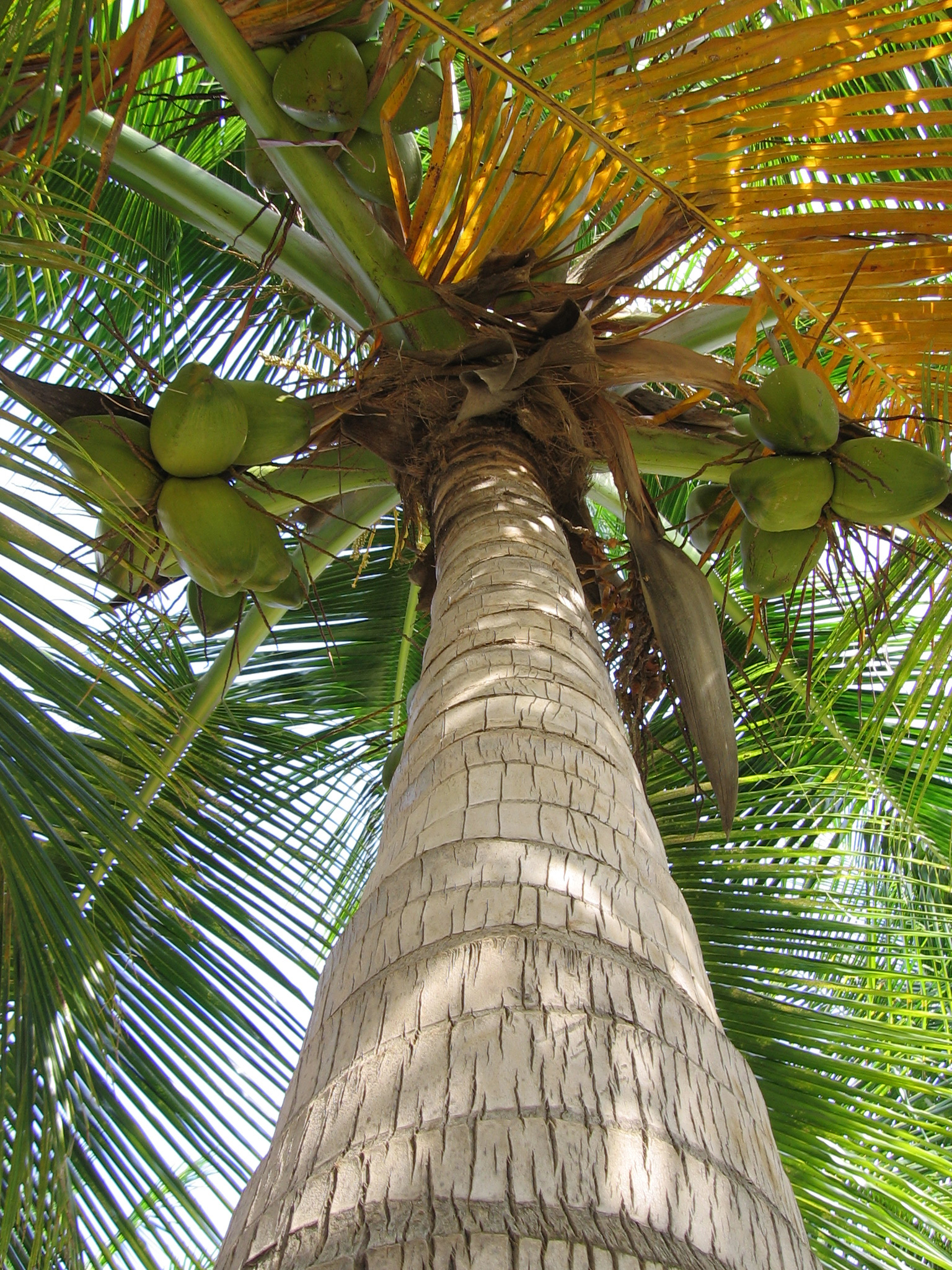
Кокосова пальма

Земельні ресурси Кюрасао (оцінка 2011 року):
- придатні для сільськогосподарського обробітку землі — 10 %,
  - орні землі — 10 %,
  - багаторічні насадження — 0 %,
  - землі, що постійно використовуються під пасовища — 0 %;
- землі, зайняті лісами і чагарниками — 0 %;
- інше — 90 %[1].

## Тваринний світ
Зоогеографічно територія країни належить до Північноандійської провінції Гвіано-Бразильської підобласті Неотропічної області.

## Стихійні лиха та екологічні проблеми
На території країни спостерігаються небезпечні природні явища і стихійні лиха: загалом острів знаходиться на південь від траєкторії руху карибських ураганів, тому їхній руйнівний вплив здебільшого гіпотетичний.
Серед екологічних проблем варто відзначити менеджмент сміттєзвалищ.

## Фізико-географічне районування
У фізико-географічному відношенні територію Кюрасао можна розділити на _ райони, що відрізняються один від одного рельєфом, кліматом, рослинним покривом: .

### Українською
- Атлас світу / голов. ред. І. С. Руденко ; зав. ред. В. В. Радченко ; відп. ред. О. В. Вакуленко. — К. : ДНВП «Картографія», 2005. — 336 с. — ISBN 9666315467.
- Атлас. 7 клас. Географія материків і океанів / Укладачі О. Я. Скуратович, Н. І. Чанцева. — К. : ДНВП «Картографія», 2014.
- Бєлозоров С. Т. Географія материків. — К. : Вища школа, 1971. — 371 с.
- Барановська О. В. Фізична географія материків і океанів : навч. посіб. для студентів ВНЗ : [у 2 ч.]. — Н. : Ніжинський державний університет ім. Миколи Гоголя, 2013. — 306 с. — ISBN 978-617-527-106-3.
- Кюрасао // Гірничий енциклопедичний словник : [у 3-х тт.] / за ред. В. С. Білецького. — Д. : Східний видавничий дім, 2004. — Т. 3. — 752 с. — ISBN 966-7804-78-X.
- Дубович І. А. Країнознавчий словник-довідник. — 5-те вид., перероб. і доп. — К. : Знання, 2008. — 839 с. — ISBN 978-966-346-330-8.
- Економічна і соціальна географія країн світу. Навчальний посібник / За ред. Кузика С. П. — Л. : Світ, 2002. — 672 с. — ISBN 966-603-178-7.
- Панасенко Б. Д. Фізична географія материків : навч. посіб. : в 2 ч. — В. : ЕкоБізнесЦентр, 1999. — 200 с.
- Юрківський В. М. Регіональна економічна і соціальна географія. Зарубіжні країни: Підручник. — 2-ге. — К. : Либідь, 2001. — 416 с. — ISBN 966-06-0092-5.

### Англійською
- (англ.) Graham Bateman. The Encyclopedia of World Geography. — Andromeda, 2002. — 288 с. — ISBN 1871869587.
- (англ.) Donovan, Steven K.; Jackson, Trevor A. (1994). Caribbean Geology: An Introduction. University of West Indies. с. 289. ISBN 9764100333.

### Російською
- (рос.) Кюрасао // Латинская Америка. Энциклопедический справочник [в 2-х тт.] / Главный редактор В. В. Вольский. — М. : Советская энциклопедия, 1982. — Т. 2. К-Я. — 656 с.
- (рос.) Алисов Б. П., Берлин И. А., Михель В. М. Курс климатологии [в 3-х тт.] / под. ред. Е. С. Рубинштейн. — Л. : Гидрометеоиздат, 1954. — Т. 3. Климаты земного шара. — 320 с.
- (рос.) Апродов В. А. Зоны землетрясений. — М. : Мысль, 2010. — 462 с. — (Природа мира) — ISBN 978-5-244-01122-7.
- (рос.) Букштынов А. Д., Грошев Б. И., Крылов Г. В. Леса. — М. : Мысль, 1981. — 316 с. — (Природа мира)
- (рос.) Власова Т. В. Физическая география материков. С прилегающими частями океанов. Евразия, Северная Америка. — 4-е, перераб. — М. : Просвещение, 1986. — 417 с.
- (рос.) Гвоздецкий Н. А. Карст. — М. : Мысль, 1981. — 214 с. — (Природа мира)
- (рос.) Гвоздецкий Н. А., Голубчиков Ю. Н. Горы. — М. : Мысль, 1987. — 400 с. — (Природа мира)
- (рос.) Географический энциклопедический словарь: географические названия / под. ред. А. Ф. Трёшникова. — 2-е изд., доп. — М. : Советская энциклопедия, 1989. — 585 с. — ISBN 5-85270-057-6.
- (рос.) Дорст Ж. Центральная и Южная Америка. — М. : Прогресс, 1977. — 318 с. — (Континенты, на которых мы живем)
- (рос.) Исаченко А. Г., Шляпников А. А. Ландшафты. — М. : Мысль, 1989. — 504 с. — (Природа мира) — ISBN 5-244-00177-9.
- (рос.) Каплин П. А., Леонтьев О. К., Лукьянова С. А., Никифоров Л. Г. Берега. — М. : Мысль, 1991. — 480 с. — (Природа мира) — ISBN 5-244-00449-2.
- (рос.) Словарь современных географических названий / под общей редакцией акад. В. М. Котлякова. — Екатеринбург : У-Фактория, 2006.
- (рос.) Литвин В. М., Лымарев В. И. Острова. — М. : Мысль, 2010. — 288 с. — (Природа мира) — ISBN 978-5-244-01129-6.
- (рос.) Лобова Е. В., Хабаров А. В. Почвы. — М. : Мысль, 1983. — 304 с. — (Природа мира)
- (рос.) Максаковский В. П. Географическая картина мира. Книга I: Общая характеристика мира. — М. : Дрофа, 2008. — 495 с. — ISBN 978-5-358-05275-8.
- (рос.) Максаковский В. П. Географическая картина мира. Книга II: Региональная характеристика мира. — М. : Дрофа, 2009. — 480 с. — ISBN 978-5-358-06280-1.
- (рос.) Кюрасао // Поспелов Е. М. Топонимический словарь. — М. : АСТ, 2005. — 229 с. — ISBN 5-17-016407-6.
- (рос.) География / под ред. проф. А. П. Горкина. — М. : Росмэн-Пресс, 2006. — 624 с. — (Современная иллюстрированная энциклопедия) — ISBN 5-353-02443-5.
- (рос.) Физико-географический атлас мира. — М. : Академия наук СССР и ГУГК СССР, 1964. — 298 с.
- (рос.) Энциклопедия стран мира / глав. ред. Н. А. Симония. — М. : НПО «Экономика» РАН, отделение общественных наук, 2004. — 1319 с. — ISBN 5-282-02318-0.